# U-341
Il sommergibile U-341 era un'unità classe U-Boot Tipo VII-C della Kriegsmarine, in servizio durante la seconda guerra mondiale.
L'U-341 non affondò né danneggiato alcuna nave.

## Progettazione
I sommergibili di tipo VIIC di tipo tedesco sono stati preceduti dai sommergibili tipo VIIB più corti.
L'U-341 aveva una stazza di 769 tonnellate in superficie e 871 in immersione. Aveva una lunghezza totale di 67,10 m, una lunghezza dello scafo a pressione di 50,50 m, un baglio di 6,20 m, un'altezza di 9,60 m, e un pescaggio di 4,74 m. Il sottomarino era alimentato da due motori diesel sovralimentati a quattro tempi della Germaniawerft F46 a sei cilindri che producevano da 2.800 a 3.200 cavalli metrici (da 2.060 a 2.350 kW) per l'uso in superficie. Due motori elettrici a doppia azione Brown, Boveri & Cie GG UB 720/8 producevano un totale di 750 cavalli metrici (550 kW) per l'uso in immersione. Aveva due alberi e due eliche 1,23 m. Il battello era in grado di operare fino a 230 metri di profondità.
Il sommergibile aveva una velocità di superficie massima di 17,7 nodi e una velocità massima in immersione di 7,6 nodi. Una volta immerso, il battello poteva operare per 80 miglia nautiche a 4 nodi, mentre una volta emerso poteva percorrere 8.500 miglia nautiche a 10 nodi. L'U-341 era dotato di cinque tubi lanciasiluri da 53,3 cm (quattro montati a prua e uno a poppa), quattordici siluri, un cannone navale SK C / 35 da 8,8 cm, 220 colpi e un bicilindrico da 2 cm (0,79 pollici) C/30 cannone antiaereo. Il sommergibile aveva un equipaggio variabile da quarantaquattro a sessanta uomini.

## Servizio dell'U-341
Il sottomarino fu commissionato il 28 ottobre 1941 presso il cantiere Nordseewerke di Emden come cantiere numero 213, varato il 20 agosto 1942 e messo in servizio il 28 novembre 1942 sotto il comando dell'Oberleutnant zur See Dietrich Epp.
L'U-341 servì sotto il comando della 8ª flottiglia di sottomarini, per l'addestramento e poi sotto la 3ª flottiglia per le operazioni dal 1º giugno fino all'affondamento avvenuto nel settembre del 1943.

### Primo pattugliamento
L'U-341 salpò da Kiel il 25 maggio 1943 e uscì nell'Oceano Atlantico attraverso il divario Islanda/Isole Faroe. Dopo essersi spostato in tutto il centro-nord Atlantico senza incontrare alcuna nave, arrivò a La Pallice, nella Francia occupata, il 10 luglio dello stesso anno.

### Secondo pattugliamento e scomparsa
Per la sua seconda incursione, l'U-341 lasciò La Pallice il 31 agosto 1943 e si diresse a nord. Il 19 settembre venne affondato da bombe di profondità sganciate da un B-24 Liberator canadese dello squadrone n.10 RCAF a sud-ovest dell'Islanda.

### Wolfpacks
L'U-341 prese parte a un solo Wolfpack, vale a dire:
- Leuthen (15–19 settembre 1943)